# Sous les yeux d'Occident
Pour les articles homonymes, voir Sous les yeux de l'Occident (homonymie).
Pour plus de détails, voir Fiche technique et Distribution.
Razumov ou Sous les yeux d'Occident est un film français réalisé par Marc Allégret, sorti en 1936, adapté du roman éponyme de Joseph Conrad paru en 1911 (Under Western Eyes).

## Synopsis
Dans un pays des Balkans, le Premier Ministre vient d'être assassiné, nouvelle accueillie avec enthousiasme par un groupe d'étudiants révolutionnaires. Razumov, lui, ne s'intéresse qu'à ses études et est récompensé pour sa thèse ; mais l'assassin, Heldin, est un de ses anciens camarades de faculté qui se réfugie chez lui, confiant en sa loyauté. Croyant Heldin repéré par la police, Razumov tente d'obtenir de l'aide mais il est trahi et Heldin est arrêté et exécuté.
Sous la pression du chef de la police, Razumov est contraint de se rendre en Suisse pour infiltrer le groupe révolutionnaire auquel appartenait Heldin. Il y est accueilli en héros. Écœuré par son double jeu, il tente de se suicider mais il est sauvé par un membre du groupe, Nathalie, la sœur de Heldin.

## Fiche technique
- Titre français : Sous les yeux d'Occident
- Titre alternatif : Razumov
- Réalisation : Marc Allégret, assisté de Françoise Giroud et d'Yves Allégret
- Scénario : H.G Lustig et Hans Wilhelm, d'après le roman éponyme de Joseph Conrad paru en français en 1920
- Dialogues : Jacques Viot
- Décors : Eugène Lourié
- Photographie : Michel Kelber
- Son : Marcel Courmes
- Montage : Yvonne Martin et Marguerite Houllé-Renoir
- Musique : Georges Auric
- Production : André Daven
- Société de production : Productions André Daven FOX EUROPA - Ressortie en 1942 par TOBIS ACE
- Société de distribution : L'Alliance Cinématographique Européenne (ACE)
- Pays de production :  France
- Langue originale : français
- Format : Noir et blanc - 35 mm - 1,37:1 - Son mono
- Genre : Drame
- Durée : 95 minutes
- Date de sortie : 
  - France : 20 mars 1936

## Distribution
- Pierre Fresnay : Razumov
- Danièle Parola : Nathalie
- Michel Simon : Lespara
- Jacques Copeau : Mikulin
- Pierre Renoir : Un policier
- Jean-Louis Barrault : Heldin
- Raymond Segard : Kostia
- Vladimir Sokoloff : le vice-recteur
- Jacques Bousquet : Grégori
- Raymond Aimos : le clochard
- Michel André
- Romain Bouquet : l'aubergiste
- Auguste Boverio : Babitchev
- Jean Dasté : Georges
- Roger Legris : le photographe
- Jean Marconi : Herbert
- André Siméon : le portier
- Madeleine Suffel : la bonne
- Gabriel Gabrio : Nikita
- Roger Karl : le ministre
- Claire Gérard : la logeuse
- Michel Audié
- Roger Blin
- Paul Delauzac
- Georges Douking
- Fabien Loris
- François Simon
- Juozas Miltinis